# Ted Chiang
Ted Chiang (nacido en 1967) es un escritor estadounidense de ficción especulativa. Su nombre chino es Chiang Feng-nan (姜峯楠). 
Sus trabajos de ficción breve le han supuesto cuatro premios Hugo y cuatro premios Nébula, además de otros prestigiosos premios de dicho género.

## Biografía
Nació en 1967 en la localidad de Port Jefferson de la isla de Long Island del estado de Nueva York (Estados Unidos). Sus padres, nacidos en China, emigraron junto con sus familias a Taiwán durante la Revolución comunista china, y posteriormente marcharon a Estados Unidos. Chiang asistió a la universidad Brown, donde se graduó en ciencias de la computación. Actualmente reside en Bellevue, cerca de Seattle, Washington, donde compagina su faceta de escritor de ficción con la de autor de manuales técnicos de software.

## Carrera literaria
Chiang ganó una serie de premios de ficción especulativa por sus obras: un premio Nébula al mejor relato por La torre de Babilonia (1990); el premio John W. Campbell al mejor autor novel en 1992; el premio Nébula a la mejor novela corta y el premio Theodore Sturgeon Memorial por La historia de tu vida (1998); un premio Sidewise por Setenta y dos letras (2000); un premio Nébula, el premio Locus y el premio Hugo al mejor relato por El infierno es la ausencia de Dios (2002), y otro premio Nébula y Hugo en la misma categoría por The Merchant and the Alchemist's Gate (2007); un premio BSFA, el premio Locus y el premio Hugo al mejor relato corto por Exhalación (2009). Su novela corta El ciclo de la vida de los objetos de software (2010) ganó tanto el Locus como el Hugo a la mejor novela corta.
Chiang rechazó una nominación a un premio Hugo por su historia ¿Te gusta lo que ves? Documental en 2003 porque la historia era apresurada debido a presiones editoriales y no era el resultado que él deseaba.
Las ocho primeras historias de Chiang están recogidas en la colección de relatos La historia de tu vida (Stories of Your Life and Others, 2002). Su relato The Merchant and the Alchemist's Gate también fue publicado en The Magazine of Fantasy and Science Fiction.
El 7 de mayo de 2019, Chiang publicó su segunda colección de relatos titulada Exhalation: Stories. La colección contiene nueve historias, dos de ellas inéditas y el resto publicadas con anterioridad. Entre los relatos recopilados se incluyen los ganadores del Hugo “The Merchant and the Alchemist’s Gate”, “The Lifecycle of Software Objects” y “Exhalation”.
La colección apareció en la lista de los 10 mejores libros de 2019 según el periódico New York Times. Las dos obras inéditas de la colección, "Anxiety Is the Dizziness of Freedom" y "Omphalos", fueron además finalistas de los premios Hugo de 2020 en las categorías de mejor novela corta y mejor relato respectivamente. La novela corta fue también finalista de los premios Nébula y Locus, mientras que el relato ganó el premio Locus y fue finalista del premio Theodore Sturgeon Memorial. Además, Exhalation: Stories recibió el premio Locus a la mejor colección de 2020.

## Obra
Colecciones de relatos
- La historia de tu vida (2002)
- Exhalación (2019)

Ficción breve

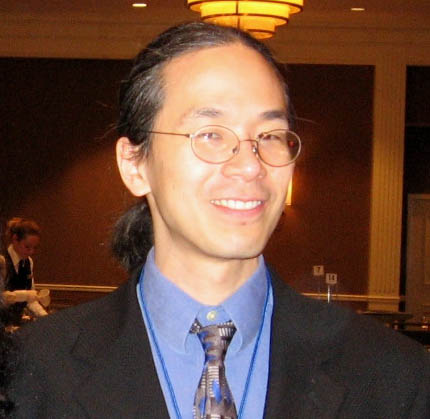
Ted Chiang en el World Fantasy Convention de 2007.

- La torre de Babilonia (Omni, noviembre de 1990)
- Dividido entre cero (Full Spectrum 3, 1991)
- Comprende (Asimov's Science Fiction, agosto de 1991)
- La historia de tu vida (Starlight 2, 1998)
- La evolución de la ciencia humana (Nature, 2000)[8]
- Setenta y dos letras (Vanishing Acts, 2000)
- El infierno es la ausencia de Dios (Starlight 3, 2001)
- ¿Te gusta lo que ves? (Documental) (La historia de tu vida, 2002)
- Lo que se espera de nosotros (Nature, 2005)[9]
- El comerciante y la puerta del alquimista (Subterranean Press, 2007 y F&SF, septiembre de 2007)
- Exhalación (Eclipse 2, 2008)
- El ciclo de vida de los objetos de software (Subterranean Press, 2010)
- La niñera automática, patentada por Dacey (The Thackery T. Lambshead Cabinet of Curiosities, 2011)
- La verdad del hecho, la verdad del sentimiento (Subterranean Press Magazine, agosto de 2013)
- El gran silencio (e-flux Journal, mayo de 2015)
- Ónfalo (Exhalación, 2019)
- La ansiedad es el vértigo de la libertad (Exhalación, 2019)
- It’s 2059, and the Rich Kids Are Still Winning (New York Times, 27 de mayo de 2019)

### Adaptaciones
Su novela corta La historia de tu vida ha sido adaptada como película bajo el título de La llegada (2016). Chiang también ha revelado en una entrevista que otros dos relatos suyos han sido adquiridos para ser adaptados, pero que se encuentran en una etapa temprana de producción y por lo tanto "sería prematuro hablar de ellos". En julio de 2017 el guionista de La llegada Eric Heisserer reveló que estaba trabajando en una adaptación a serie de televisión de la novela corta ¿Te gusta lo que ves? Documental para la cadena AMC.

## Premios y reconocimientos
Chiang ha sido finalista de los premios Hugo en 11 ocasiones, recibiendo el galardón en 4 de ellas ―en los años 2002, 2008, 2009 y 2011―. También ha ganado en 4 premios Nébula ―en las ediciones de 1990, 1999, 2002 y 2007― de las 6 ocasiones en las que ha sido finalista, 6 premios Locus de 16 nominaciones, un premio Theodore Sturgeon Memorial de 6 nominaciones, un premio Sidewise, así como varios premios internacionales como el premio BSFA británico, el Grand Prix de l'Imaginaire francés, el premio Kurd Lasswitz alemán o el premio Seiun japonés. En 1992 ganó el premio John W. Campbell al mejor escritor novel, galardón que otorga la Convención mundial de ciencia ficción junto con los Hugos.
Su palmarés como escritor incluye los siguientes premios y nominaciones:
| Año  | Obra                                           | Premio                                    | Resultado | Refs.         |
| ---- | ---------------------------------------------- | ----------------------------------------- | --------- | ------------- |
| 1990 | La torre de Babilonia                          | Premio Nébula al mejor relato             | Ganadora  | [ 13 ]        |
| 1991 | La torre de Babilonia                          | Premio Locus al mejor relato              | 4ª        | [ 14 ]        |
| 1991 | La torre de Babilonia                          | Premio Hugo al mejor relato               | Finalista | [ 15 ]        |
| 1992 | Comprende                                      | Premio Locus al mejor relato              | Nominada  | [ 16 ]        |
| 1992 | Comprende                                      | Premio Hugo al mejor relato               | Finalista | [ 17 ]        |
| 1992 | Dividido entre cero                            | Premio Locus al mejor relato corto        | 7ª        | [ 16 ]        |
| 1999 | La historia de tu vida                         | Premio James Tiptree Jr.                  | Nominada  |               |
| 1999 | La historia de tu vida                         | Premio Nébula a la mejor novela corta     | Ganadora  | [ 18 ]        |
| 1999 | La historia de tu vida                         | Premio Theodore Sturgeon Memorial         | Ganadora  |               |
| 1999 | La historia de tu vida                         | Premio Locus a la mejor novela corta      | 10.ª      | [ 19 ]        |
| 1999 | La historia de tu vida                         | Premio Hugo a la mejor novela corta       | Finalista | [ 20 ]        |
| 2001 | Setenta y dos letras                           | Premio Theodore Sturgeon Memorial         | Finalista |               |
| 2001 | Setenta y dos letras                           | Premio Locus a la mejor novela corta      | 4ª        | [ 21 ]        |
| 2001 | Setenta y dos letras                           | Premio Hugo a la mejor novela corta       | Finalista | [ 22 ]        |
| 2001 | Setenta y dos letras                           | Premio Sidewise                           | Ganadora  |               |
| 2001 | Setenta y dos letras                           | Premio Mundial de Fantasía (Novela corta) | Finalista |               |
| 2002 | El infierno es la ausencia de Dios             | Premio Nébula al mejor relato             | Ganadora  | [ 23 ]        |
| 2002 | El infierno es la ausencia de Dios             | Premio Theodore Sturgeon Memorial         | Finalista |               |
| 2002 | El infierno es la ausencia de Dios             | Premio Locus al mejor relato              | Ganadora  | [ 24 ]        |
| 2002 | El infierno es la ausencia de Dios             | Premio Hugo al mejor relato               | Ganadora  | [ 25 ]        |
| 2003 | ¿Te gusta lo que ves? (Documental)             | Premio James Tiptree Jr.                  | Nominada  |               |
| 2003 | ¿Te gusta lo que ves? (Documental)             | Premio Theodore Sturgeon Memorial         | Finalista |               |
| 2003 | ¿Te gusta lo que ves? (Documental)             | Premio Locus al mejor relato              | 2ª        | [ 26 ]        |
| 2003 | La historia de tu vida                         | Premio Locus a la mejor colección         | Ganadora  | [ 27 ] [ 26 ] |
| 2007 | The Merchant and the Alchemist's Gate          | Premio BSFA a la mejor ficción breve      | Nominada  |               |
| 2007 | The Merchant and the Alchemist's Gate          | Premio Nébula al mejor relato             | Ganadora  | [ 28 ]        |
| 2008 | The Merchant and the Alchemist's Gate          | Premio Theodore Sturgeon Memorial         | Finalista |               |
| 2008 | The Merchant and the Alchemist's Gate          | Premio Locus al mejor relato              | 2ª        | [ 29 ]        |
| 2008 | The Merchant and the Alchemist's Gate          | Premio Hugo al mejor relato               | Ganadora  | [ 30 ]        |
| 2008 | Exhalación                                     | Premio BSFA a la mejor ficción breve      | Ganadora  |               |
| 2009 | Exhalación                                     | Premio Locus al mejor relato corto        | Ganadora  | [ 31 ]        |
| 2009 | Exhalación                                     | Premio Hugo al mejor relato corto         | Ganadora  | [ 32 ]        |
| 2010 | El ciclo de vida de los objetos de software    | Premio Nébula a la mejor novela corta     | Finalista | [ 33 ]        |
| 2011 | El ciclo de vida de los objetos de software    | Premio Locus a la mejor novela corta      | Ganadora  | [ 34 ]        |
| 2011 | El ciclo de vida de los objetos de software    | Premio Hugo a la mejor novela corta       | Ganadora  | [ 35 ]        |
| 2014 | La verdad de los hechos, la verdad del corazón | Premio Locus al mejor relato              | 2ª        | [ 36 ]        |
| 2014 | La verdad de los hechos, la verdad del corazón | Premio Hugo al mejor relato               | Finalista | [ 37 ]        |
| 2019 | Anxiety Is the Dizziness of Freedom            | Premio Nébula a la mejor novela corta     | Finalista | [ 6 ]         |
| 2020 | Anxiety Is the Dizziness of Freedom            | Premio Locus a la mejor novela corta      | Finalista | [ 7 ]         |
| 2020 | Anxiety Is the Dizziness of Freedom            | Premio Hugo a la mejor novela corta       | Finalista | [ 5 ]         |
| 2020 | Omphalos                                       | Premio Locus al mejor relato              | Ganadora  | [ 7 ]         |
| 2020 | Omphalos                                       | Premio Theodore Sturgeon Memorial         | Finalista |               |
| 2020 | Omphalos                                       | Premio Hugo al mejor relato               | Finalista | [ 5 ]         |
| 2020 | It’s 2059, and the Rich Kids Are Still Winning | Premio Locus al mejor relato corto        | Finalista | [ 7 ]         |
| 2020 | Exhalation: Stories                            | Premio Locus a la mejor colección         | Ganadora  | [ 7 ]         |